# Dupeljevo
Dupeljevo (cyr. Дупељево) – wieś w Serbii, w okręgu pczyńskim, w mieście Vranje. W 2011 roku liczyła 26 mieszkańców.